# Głubokowo (przystanek kolejowy)
Głubokowo (ros. Глубоково) – przystanek kolejowy w miejscowości Ługowoj i w pobliżu miejscowości Głubokowo, w rejonie pietuszyńskim, w obwodzie włodzimierskim, w Rosji. Położony jest na nowym szlaku Kolei Transsyberyjskiej.